# 勝利広場 (モスクワ)

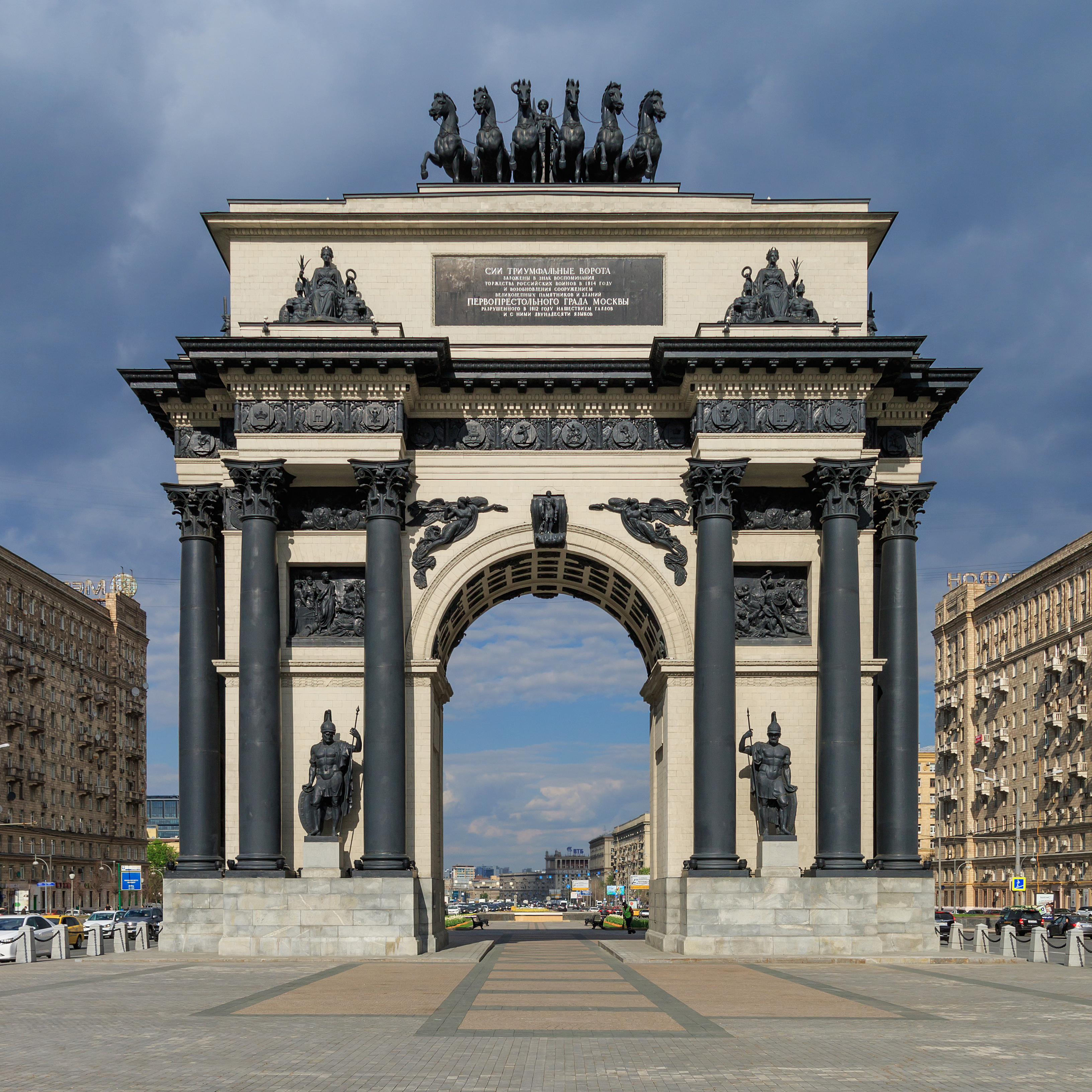
モスクワ勝利広場にある凱旋門

モスクワ勝利広場（モスクワしょうりひろば、ロシア語: Площадь Победы Москвы）は、ロシア・モスクワの西区のポクロンナヤの丘にある広大な公園の広場で、祖国戦争（対フランス軍）と大祖国戦争（対ドイツ軍）の勝利を記念した戦勝記念公園が建設され、1995年の戦勝記念日より一般公開されている。
戦勝記念公園には大祖国戦争博物館やホロコースト記念シナゴーグといった施設が付随し、また対日戦争の展示もある。

## 施設
- 凱旋門 - 1812年の祖国戦争への勝利を記念して1829年から1834年にかけて建設された。
- 戦勝記念公園
  - 大祖国戦争中央博物館（英語版）
  - ホロコースト記念シナゴーグ（英語版）
  - 記念モスク（ロシア語版）
  - 聖ゲオルギイ教会（ロシア語版）

## 交通
モスクワ地下鉄アルバーツコ＝ポクローフスカヤ線のパールク・パベーディ駅下車